# Hollister
«Hollister» (Hollister Co., HCo.) — американский бренд одежды, принадлежащий компании Abercrombie & Fitch.

## История компании

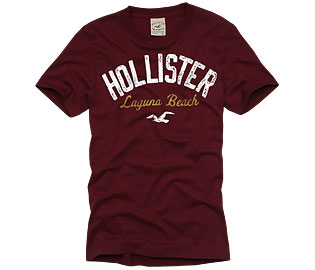
Футболка Hollister

Первоначально концепция была разработана для привлечения потребителей в возрасте от 14 до 18 лет по более низкой цене, чем родительский бренд с помощью своего впечатления от Южной Калифорнии и повседневной одежды. Товары доступны в магазинах и через интернет-магазин компании.
Первый магазин был открыт 27 июля 2000 года в Колумбусе, штат Огайо, США.

## Представленность
Магазины компании расположены в следующих странах:
Америка
- США: 454
- Канада: 12
- Мексика: 3
- Чили: 17

|
Азия
- Япония: 6
- ОАЭ: 5
- Гонконг: 3
- Республика Корея: 3
- Катар: 2

|
Европа
- Великобритания: 31
- Германия: 19
- Франция: 14
- Испания: 11
- Италия: 9
- Австрия: 6
- Нидерланды: 3
- Швеция: 3
- Бельгия: 2
- Ирландия: 1
- Польша: 1

|}